# Корольово (Уфимський міський округ)
Корольо́во (рос. Королёво, башк. Королев) — присілок у складі Башкортостану, Росія. Входить до складу Уфимського міського округу, Кіровського району міста Уфа.
Населення — 122 особи (2010, 105 2002).
Національний склад:
- росіяни — 78 %